# 西點 (紐約州)
西點（West Point）是美國紐約州奧蘭治縣的一個普查規定居民點，1802年由托馬斯·傑斐遜建立，當時的目的便是作為美國聯邦軍隊駐地。此地因西點軍校而出名，後者在英語中亦稱“West Point”；1988年將比鄰西點軍校之西點鑄幣局列為美國鑄幣局官方分局之一。西點位於哈德遜河西岸，2010年美國人口普查時共有6,763人。